# Schroeder (Santa Catarina)
Pour les articles homonymes, voir Schroeder.
Schroeder est une ville brésilienne du nord de l'État de Santa Catarina.

## Généralités
La ville doit son nom à Christian Mathias Schroeder, natif de la ville de Hambourg, dans le nord de l'Allemagne. Schroeder est aussi connue sous le nom informel de Schroeder Strasse, principalement parmi les personnes âgées parlant encore la langue de leurs ancêtres, l'allemand. 
La majeure partie des habitants de la municipalité sont des descendants de colons allemands originaires du nord de l'Allemagne. La présence d'autres communautés, notamment italienne, fait également partie de l'histoire du développement de la ville.

## Géographie
Schroeder se situe par une latitude de 26° 24′ 45″ sud et par une longitude de 49° 04′ 23″ ouest, à une altitude de 38 mètres.
Sa population était de 15 316 habitants au recensement de 2010. La municipalité s'étend sur 144 km2.
Elle fait partie de la microrégion de Joinville, dans la mésorégion Nord de Santa Catarina.

## Administration
La municipalité est constituée d'un seul district, siège du pouvoir municipal.

## Villes voisines
Schroeder est voisine des municipalités (municípios) suivantes :
- Joinville
- Guaramirim
- Jaraguá do Sul